# Мищенко, Олег Григорьевич (лейтенант)
Олег Григорьевич Мищенко — лейтенант Министерства внутренних дел Российской Федерации, участник антитеррористических операций в период Первой чеченской войны, погиб при исполнении служебных обязанностей во время штурма Грозного, кавалер ордена Мужества (посмертно).

## Биография
Олег Григорьевич Мищенко родился в городе Сыктывкаре Коми АССР 6 февраля 1957 года. Окончил Сыктывкарскую среднюю школу № 26. Ещё во время учёбы активно начал заниматься спортом, неоднократно участвовал в городских и республиканских соревнованиях, стал кандидатом в мастера спорта по вольной борьбе. По окончании школы поступил в Рижский авиационный институт, однако позднее бросил учёбу и пошёл трудиться слесарем в дорожном ремонтно-строительном управлении.
В 1985 году Мищенко был призван на службу в Вооружённые Силы СССР, служил в Демократической Республике Афганистан, участвовал в боевых действиях. Демобилизовавшись в 1987 году, он вернулся в родной город и поступил в Сыктывкарский государственный педагогический институт. В 1992 году окончил данное учебное заведение, послу чего преподавал вождение в автоклубе ДОСААФ Республики Коми.
В 1993 году Мищенко поступил на службу в Специальный отряд быстрого реагирования Управления по борьбе с организованной преступностью при Министерства внутренних дел Республики Коми, был назначен на должность оперуполномоченного. Неоднократно участвовал в специальных операциях по обезвреживанию вооружённых преступников.

## Война в Чечне
В начале 1995 года Мищенко вместе с группой своих сослуживцев по СОБРу, добровольно изъявивших согласие, был направлен в служебную командировку на Северный Кавказ, где к тому времени разгорелась Первая чеченская война. Со своими товарищами он принимал активное участие в очистке столицы Чечни — города Грозного — от сепаратистов, оказывавших упорное сопротивление.
25 февраля 1995 года группе, куда входил и лейтенант милиции Олег Мищенко, была поставлена задача очистить от боевиков ряд зданий и помещений. Как стало известно позже, сообщил сведения об их местонахождении местный участковый, на самом деле являвшийся агентом террористов и имевший своей целью заманить сотрудников в засаду. Во время осмотра очередного строения они обнаружил влажное полотенце, подтверждающее, что где-то здесь скрываются сепаратисты. При проверке чердачного помещения собровцы были обстреляны из соседнего здания, при этом Мищенко, несмотря на наличие бронежилета, получил смертельное ранение и скончался на месте. Ещё один сотрудник отряда был ранен, но выжил.

## Память
- В честь Мищенко названа одна из улиц его родного города Сыктывкара[3].
- На здании Сыктывкарской средней школы № 26, которую некогда оканчивал Мищенко, в 2002 году была установлена мемориальная доска[4].
- С 2019 года в Сыктывкаре проводятся лично-командные соревнования по стрельбе из табельного огнестрельного оружия среди сотрудников спецподразделений МВД по Республике Коми, посвящённые памяти Мищенко[5].
- В годы Первой чеченской войны бронетранспортёр СОБРа Республики Коми носил имя «Олег», данное в честь погибшего лейтенанта[2].